# Zoom (TV Pampa)
Zoom é um programa de televisão brasileiro exibido pela TV Pampa, canal 4 VHF de Porto Alegre, RS. É apresentado por Fernando Vieira.
A atração estreou na TV Guaíba, há alguns anos e mostra entrevistas com pessoas ligadas a clubes e sociedades, além de cobrir eventos, como a Festa Nacional da Música, em Canela, Rio Grande do Sul. Estreou em 11 de abril de 2005 na TV Pampa,após a contratação do mesmo ..Nos primeiros anos o programa era exibido as 13h. O programa em 2007 passou a ser semanal devido as viagens do apresentador .